# جاستن باريش
جاستن باريش (بالإنجليزية: Justin Parrish)‏ هو لاعب كرة قدم أمريكية أمريكي، ولد في 10 مايو 1984.